# Бочаров ручей
Бочаро́в руче́й (Бочарова) — ручей в микрорайоне Новый Сочи Центрального района города Сочи. Образует небольшую лесопарковую долину.
До середины XIX века ручей назывался Мидаобза (непослушная река). Современное название получено по имени крупного землевладельца И. В. Бочарова.
В устье Бочарова ручья в 1941 году раскопана стоянка первобытного человека эпохи энеолита.